# Юрга
Юрга́ (рос. Юрга) — місто, центр та єдиний населений пункт Юргинського міського округу Кемеровської області, Росія.

## Географія
Місто розташоване на річці Том, за 110 км на північний захід від Кемерово, за 100 км на південь від Томська і за 170 км на схід від Новосибірська.

## Історія
Місто було засноване як селище в 1886 році на березі річки Том. 2 січня 1913 року за Указом Імператора Миколи II почалося будівництво залізниці до Кольчугинських кам'яновугільних копалень.
До 1940 року Юрга була пристанційним селищем та промислового значення не мала. Важливість станції полягала у транзиті в'язнів «Сиблагу».. АТВТ «Юргинський машинобудівний завод» зробив Юргу містом, і саме йому належить право називатися містоутворюючим підприємством. Період становлення машинобудівного заводу став початком біографії міста. Основними об'єктами будівництва були машинобудівний завод та житлове селище.
На відміну від більшості міст області, Юрга одразу забудовувалася за проєктами. Починаючи з 1946 року, було складено 7 генеральних планів. Враховуючи рівень промислового розвитку, чисельність населення, а також значення, яке Юрга отримала в інфраструктурі регіону, Указом Президії Верховної Ради РРФСР від 18 січня 1949 року робітниче селище Юрга було віднесено до міст районного підпорядкування. У липні 1953 року статус міста Юрги було змінено — указом Президії Верховної Ради РРФСР воно було віднесене до міст обласного підпорядкування.
З 1950-их років почалося бурхливе зростання молодого міста. Стрімко розвивалася міська інфраструктура, прискореними темпами йшло будівництво житла. 1960-ті — 1980-ті роки — це був пік розвитку Юрги, період справжнього розквіту міста. Починаючи з 1992 року — населення Юрги пішло на спад. Якщо на 1 січня 1992 року в місті проживало 94,7 тисяч осіб, то у 1999 році налічувалося всього 87 тисяч мешканців.

## Населення
Населення — 81533 особи (2010; 85555 у 2002).
Згідно з даними Всеросійського перепису населення 2010 року національний склад населення міста представлений таким чином:
- росіяни — 93,2 %,
- татари — 2,5 %,
- німці — 1,2 %,
- українці — 0,7 %,
- вірмени — 0,4 %,
- білоруси — 0,2 %,
- азербайджанці — 0,1 %,
- чуваші — 0,1 %,
- шорці — 0,03 %,
- інші — 1,57 %.

## Господарство

### Промисловість
- ТОВ «Юргинський машинобудівний завод» — компанія з випуску гірничо-шахтного устаткування та вантажопідйомної техніки.
- ВАТ «Юргинські абразиви» — абразивні, високоглиноземисті та протипригарні матеріали.
- «Юргинський феросплавний завод»-філія ВАТ «Ковальські феросплави»
- ТОВ «Завод ТехноНІКОЛЬ-Сибір»
- ВАТ «Завод ДОРМАШ»
- ТОВ «Юргинський завод залізобетонних конструкцій»
- ТОВ «Юргинський завод сільськогосподарського обладнання»
- ТОВ «МВМ» — виробництво прохідницьких шахтних комбайнів та кріплень, гірничо-шахтного обладнання
- ТОВ «Артлайф-Техно» — виробництво реакторів для фармацевтичної промисловості.
- ТОВ «Томь» — суднобудівне підприємство
- ВАТ «Юргинський Гормолзавод»
- ВАТ «ЮргаХліб»
- Компанія «ЮСІЛ»

### Транспорт
- Залізничний вокзал станції Юрга I.
- Юргинський автовокзал
- Міські автобуси

### Спорт
у місті базується ВК «Юрмаш» — Вища Ліга Б чемпіонату Росії з волейболу серед жінок
Спортивні споруди
- Стадіон «Темп»
- Спортивний комплекс з басейном «Садко»
- Спортивний комплекс «Олімп»

### Пам'ятки
Меморіальний комплекс в пам'ять про полеглих за Батьківщину в роки Великої Вітчизняної Війни
Відкриття меморіалу відбулося в день 30-річчя Перемоги — 9 травня 1975. До 40-річчя Перемоги меморіал було доповнено бронзовою скульптурною композицією «Скорботна мати» з притиснутими до неї дітьми — як уособлення пам'яті про тих, хто не повернувся з війни (відкрита 8 травня 1985).
Меморіальний комплекс «Три багнета»
У пам'ять про полеглих червоноармійців 5-й Червоної Армії, загиблих при боях за залізничну станцію Юрга 19 грудня 1919.
Меморіальний комплекс «Жертвам війни»
На місці колишнього німецького цвинтаря, за приватною ініціативою колишнього жителя м. Юрга, нині громадянина Німеччини Йозефа Церро створено меморіал на згадку про похованих на цьому місці німців. 27 серпня 2000 були встановлені обеліск та хрест, а 20 липня 2003 року відбулося урочисте відкриття меморіального комплексу «Жертвам війни». Зараз меморіал набув статус обласного.
26 серпня 2011 на території меморіального комплексу «Жертвам війни» пройшла траурна церемонія, присвячена 70-річної річниці депортації російських німців. Відзначаючи траурну дату в долі російських німців, на меморіальному комплексі було відкрито ще один об'єкт — це кам'яна брила, що символізує твердість та силу, в першу чергу силу духу і волі.
Пам'ятник Пушкіну
Встановлено 6 червня 1979 в однойменному парку імені Пушкіна до 180-річчя з дня народження поета. Щорічно в цей день біля пам'ятника проходять літературні читання віршів Пушкіна.
Пам'ятник Маяковському
Встановлений на площі прилеглої до кінотеатру «Ера» 16 лютого 1980 року.
Стела «Слава праці»
Встановлена у жовтні 1982 року, на честь 40-річчя тресту «Юргапромострой», на перетині вулиць Будівельної та Комсомольської.

## Фотографії міста

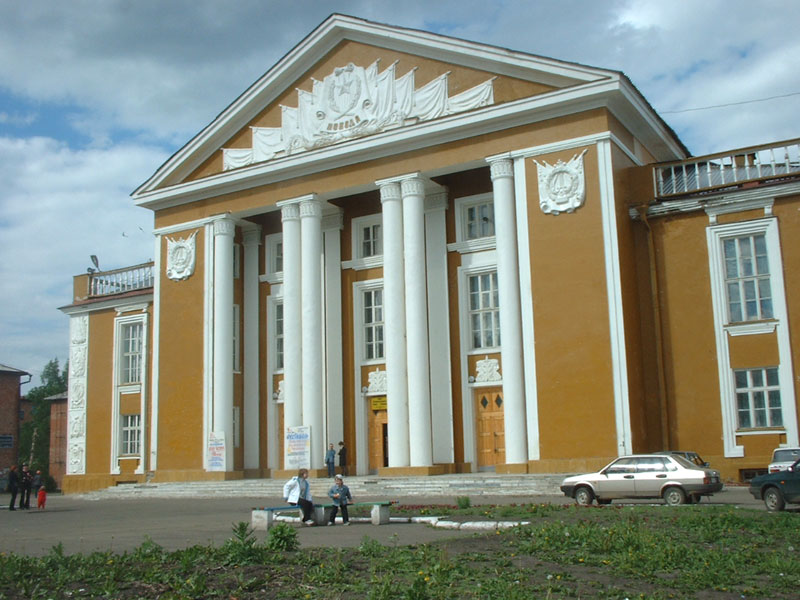
БК Перемога
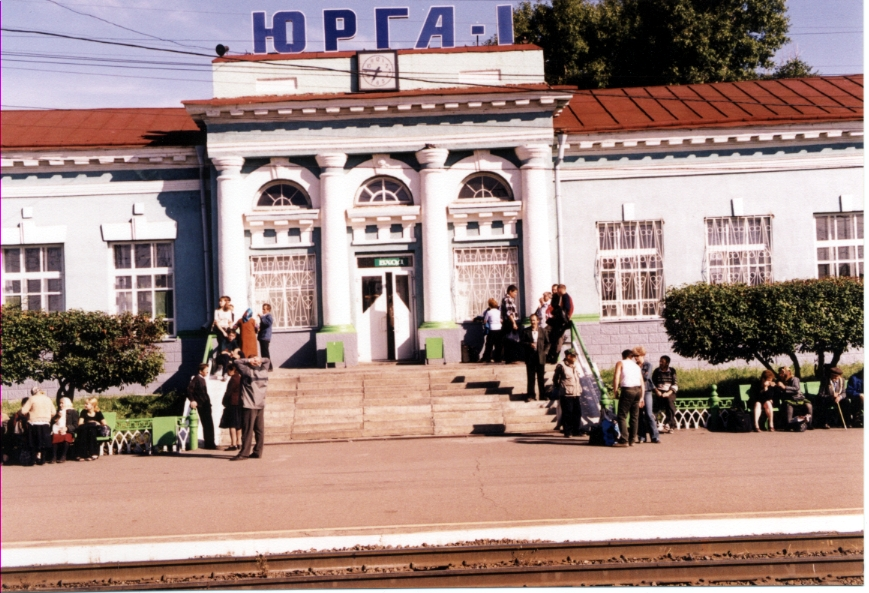
Будівля залізничного вокзалу Юрга-1 (до реконструкції)